# Ilha das Tartarugas
Ilha das Tartarugas, também conhecida como Ilha do Farol, é uma ilha brasileira do estado do Paraná. Parte integrante do balneário de Caiobá, município de Matinhos, situa-se próximo à praia, podendo ser alcançada a pé, na maré baixa.